# أليكس هاميلتون
أليكس هاميلتون (بالإنجليزية: Alex Hamilton)‏ (21 نوفمبر 1937 في المملكة المتحدة - 3 نوفمبر 2009 ببلاكبرن في المملكة المتحدة) هو مدرب كرة قدم ولاعب كرة قدم بريطاني في مركز نصف الجناح. لعب مع نادي يورك سيتي ونادي نيلسون وأكرينجتون ستانلي ‏.